# قضية إصلاحيي جدة
إصلاحيو جدة (أو خلية الاستراحة كما يسميهم الإعلام السعودي) مجموعة من 16 ناشطًا سياسيًا إصلاحيًا غالبهم سعوديون اعتقلت المباحث السعودية 9 منهم في 2 فبراير 2007 في مدينة جدة ثم اتهموا بتمويل أعمال عنف في العراق والتخطيط لتأسيس حزب سياسي، لكن منظمة العفو الدولية ذكرت أن اجتماعاتهم كانت لتأسيس جمعية حقوق إنسان ولصياغة عريضة تدعو للإصلاح السياسي.
في 28 نوفمبر 2007 أصدر فريق العمل المعني بالاعتقال التعسفي في الأمم المتحدة بياناً لصالح التسعة الذين اعتقلوا في فبراير 2007. وفي 10 ديسمبر 2007 اعتقل المدون فؤاد الفرحان بعد أن نفى عن المجموعة تهمة تمويل العنف وأفرج عنه بعد أربعة أشهر دون توجيه تهمة. وفي 3 فبراير 2010 بدأت محاكمة المجموعة ثم أطلق سراح القاضي السابق سليمان الرشودي في 23 يوليو 2011. وفي 22 نوفمبر 2011 وبعد 35 جلسة حكمت المحكمة الجزائية المختصصة بإدانتهم جميعا وسجنهم بما مجموعه 228 سنة ومنع السعوديين منهم من السفر بعد انتهاء مدة السجن بنفس المدة وترحيل غير السعوديين بعد انتهائها.

## أفراد المجموعة
- سعود مختار الهاشمي
- عبد العزيز الخريجي
- موسى القرني
- سليمان الرشودي
- عبد الرحمن خان
- عصام بصراوي
- علي خصيف القرني
- سيف الدين الشريف
- فهد القرشي
- عبد الرحمن الشميري
- وليد العمري
- عبد الله الرفاعي
- معتصم مختار
- ردة المجايشي
- خالد العباسي
- صالح الراشدي